# 鞍點

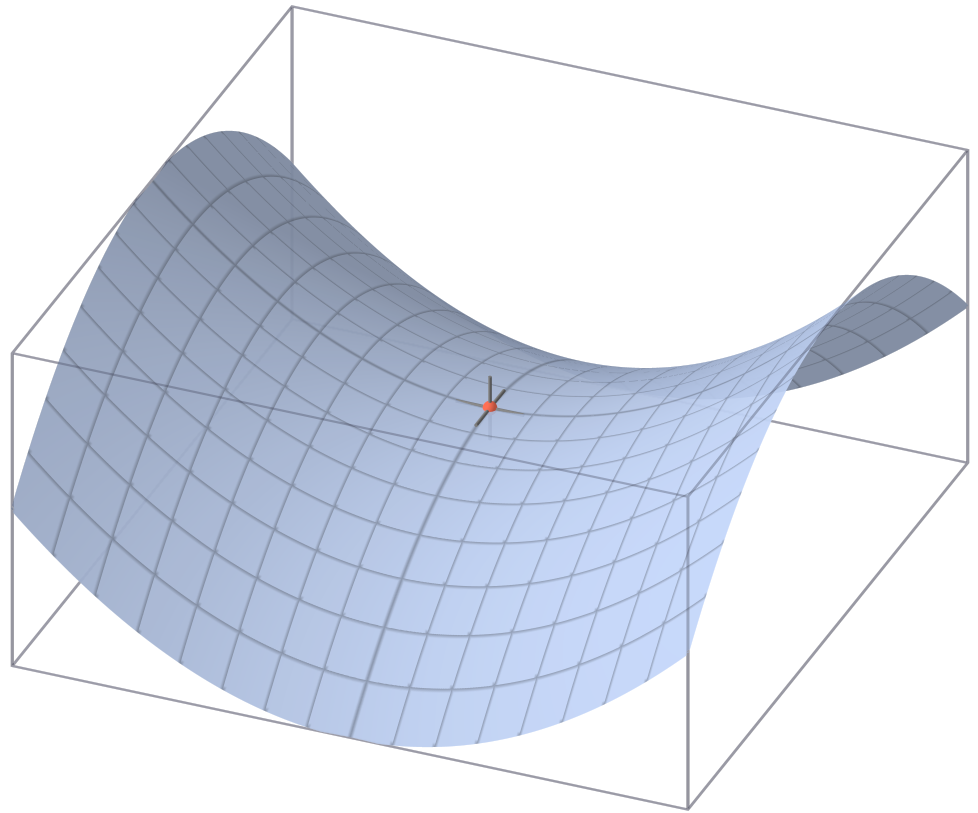
的鞍點在 (0,0)

鞍點（英語：Saddle point）指一個非局部極值點的駐點。鞍點這詞語來自於不定二次型{\displaystyle x^{2}-y^{2}\,}的二維圖形，像個馬鞍：在x-軸方向往上曲，在y-軸方向往下曲。

## 数学描述
廣義而說，一個光滑函數（曲線、曲面或超曲面）的鞍點鄰域的曲線、曲面或超曲面，都位於马鞍点點的切線的不同邊。

## 检验
检验二元实函数F(x,y)的驻点是不是鞍点的一个简单的方法，是计算函数在这个点的黑塞矩阵：如果該矩陣行列式小于0，则该点就是鞍点。例如，函数{\displaystyle z=x^{2}-y^{2}}在驻点{\displaystyle (0,0)}的黑塞矩阵是：
{\displaystyle {\begin{bmatrix}2&0\\0&-2\\\end{bmatrix}}}
此矩阵有两个特征值2，－2。它的行列式小於0，因此，这个点是鞍点。然而，这个条件只是充分条件，例如，对于函数{\displaystyle z=x^{4}-y^{4},}点{\displaystyle (0,0)}是一个鞍点，但函数在原点的黑塞矩阵是零矩阵，并不小於0。 
对于一般的多元函数，点是鞍点的必要条件是该点的黑塞矩阵不定。

## 性质

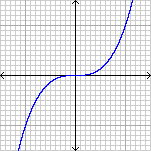
的鞍點在 (0,0)，不过一維鞍點看起來並不像馬鞍

在一維空間裏，鞍點是駐點，也是反曲點。因為函數圖形在鞍點由凸轉凹，或由凹轉凸，鞍點不是區域性極點。
设一個只有一個變數的函數。這函數在鞍點的一次導數等於零，二次導數換正負符號·例如，函數
{\displaystyle y=x^{3}\,}就有一個鞍點在原點。

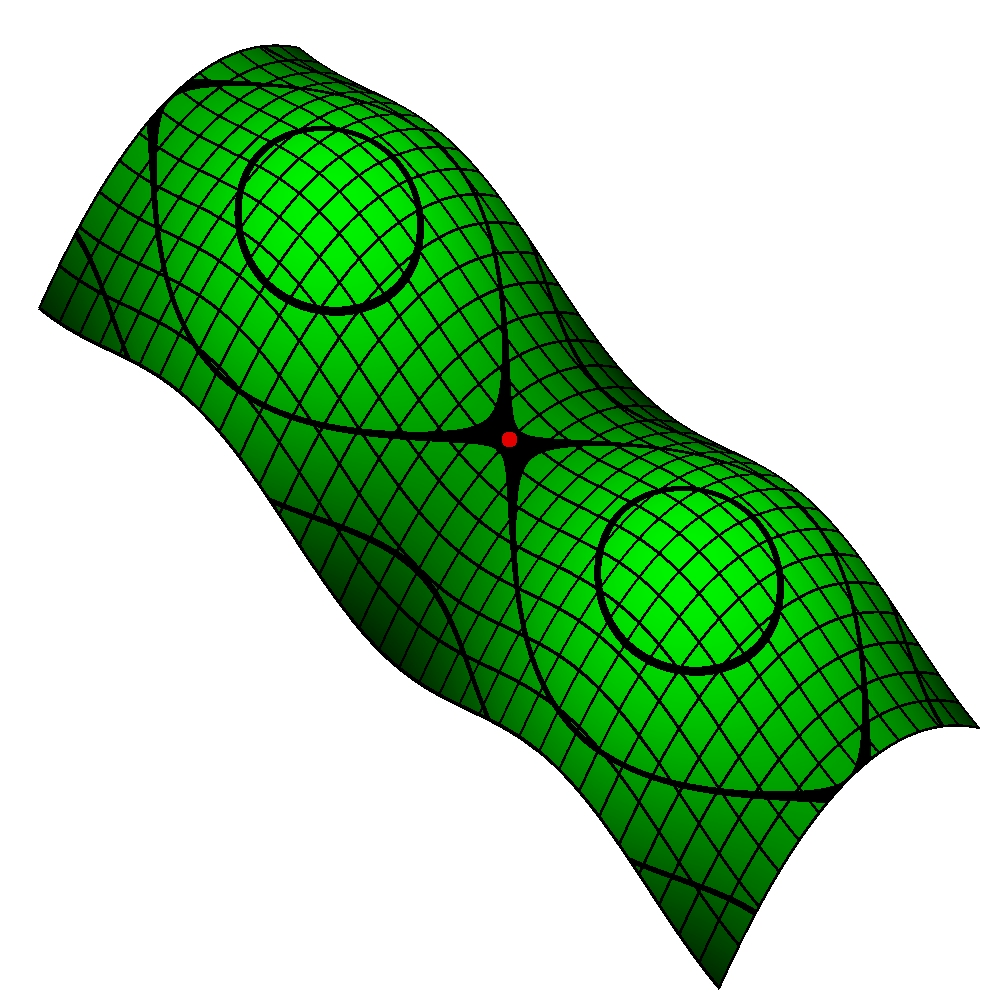
兩座山中間的鞍點（雙紐線的交叉點）

设一個擁有兩個以上變數的函數。它的曲面在鞍點好像一個馬鞍，在某些方向往上曲，在其他方向往下曲。在一幅等高線圖裏，一般來說，當兩個等高線圈圈相交叉的地點，就是鞍點。例如，兩座山中間的山口就是一個鞍點。